# Hippopotame malgache
Taxons concernés
« Hippopotame malgache » dans la famille des Hippopotamidae :
- genre Hippopotamus :
  - Hippopotamus laloumena (éteint)
  - Hippopotamus lemerlei (éteint)
- genre Choeropsis :
  - Choeropsis madagascariensis (éteint)modifier

L'Hippopotame malgache est un terme appartenant au vocabulaire courant du français mais ne correspondant pas à un niveau précis de la classification scientifique des espèces. C'est en effet un mot ambigu qui désigne plusieurs espèces de mammifères éteints de la famille des Hippopotamidés.
Plusieurs espèces d'hippopotames malgaches (aussi appelés hippopotames nains malgaches ou hippopotames pygmées malgaches) vivaient sur l'île de Madagascar mais sont maintenant considérées comme éteintes. Les animaux étaient très semblables à l'hippopotame commun et à l'hippopotame pygmée. 
On pense que les différentes espèces ont survécu jusqu'à l'Holocène,. Les restes fossiles suggèrent qu'au moins une espèce a vécu jusqu'à il y a environ 1 000 ans, et d'autres preuves suggèrent que l'espèce a peut-être survécu jusqu'à beaucoup plus récemment. La taxonomie de ces animaux n'est pas résolue et peu étudiée.